# Vladímir Gutsàiev
Vladímir Gutsàiev   (Tbilisi, 21 de desembre de 1952) és un exfutbolista georgià de la dècada de 1970.
Fou 11 cops internacional amb la selecció de la Unió Soviètica. Pel que fa a clubs, defensà els colors de FC Dinamo Tbilisi.

## Referències

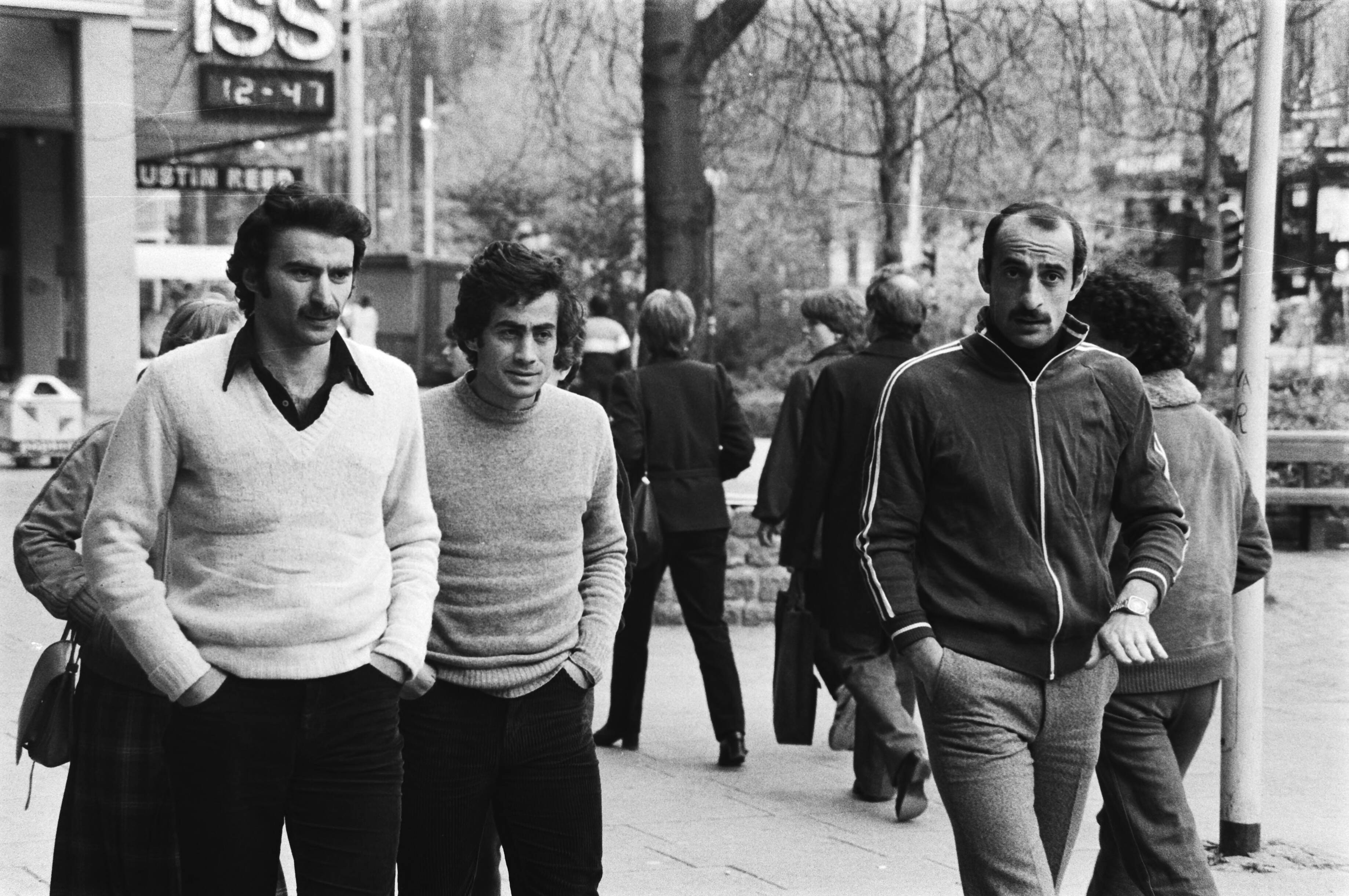
Aleksandr Txivadze, Vladímir Gutsàiev i David Kipiani el 1981.